# Ігнасіо Соко
Ігнасіо Соко (ісп. Ignacio Zoco, нар. 31 липня 1939, Гарде — пом. 28 вересня 2015) — іспанський футболіст, що грав на позиції захисника.
Семиразовий чемпіон Іспанії. Дворазовий володар Кубка Іспанії з футболу. Переможець Ліги чемпіонів УЄФА. У складі збірної — чемпіон Європи.

## Клубна кар'єра
Вихованець футбольної школи клубу «Оберена». У дорослому футболі дебютував 1959 року виступами за команду клубу «Осасуна», в якій провів три сезони, взявши участь у 40 матчах чемпіонату.
1962 року перейшов до клубу «Реал Мадрид», за який відіграв 12 сезонів. Більшість часу, проведеного у складі мадридського «Реала», був основним гравцем захисту команди. За цей час сім разів виборював титул чемпіона Іспанії, ставав володарем Кубка чемпіонів УЄФА. Завершив професійну кар'єру футболіста виступами за команду «Реал» Мадрид у 1974 році.

## Виступи за збірну
1961 року дебютував в офіційних матчах у складі національної збірної Іспанії. Протягом кар'єри у національній команді, яка тривала 9 років, провів у формі головної команди країни 25 матчів, забивши 1 гол.
У складі збірної був учасником чемпіонату Європи 1964 року в Іспанії, здобувши того року титул континентального чемпіона, а також чемпіонату світу 1966 року в Англії.

## Титули і досягнення
- Чемпіон Іспанії: 1962-63, 1963-64, 1964-65, 1966-67, 1967-68, 1968-69, 1971-72
- Володар кубка Іспанії: 1969-70, 1973-74
- Володар Кубка чемпіонів УЄФА: 1965-66
- Чемпіон Європи: 1964